# Pedro Rodríguez Álvarez
Pedro Rodríguez Álvarez, más conocido como Pedro Rodríguez, (Vigo, 22 de agosto de 1990) es un jugador de balonmano hispano-húngaro que juega en la posición de extremo derecho en el Tatabánya KC de la Liga húngara de balonmano. Debutó con la selección española de balonmano en el Torneo Internacional de Polonia. Sin embargo, tras no ser considerado por la selección española, debido al gran nivel de los extremos derechos españoles, terminó yendo convocado con la selección de balonmano de Hungría, con la que debutó en competición internacional en el Campeonato Mundial de Balonmano Masculino de 2021.
En 2013 fichó por el Atlético de Madrid, sin embargo, la desaparición del equipo madrileño le hizo volver al Naturhouse La Rioja. En 2016 dejó finalmente el equipo riojano para jugar en Hungría con el SC Pick Szeged.

## Palmarés

### Pick Szeged
- Liga húngara de balonmano (1): 2018
- Copa de Hungría de balonmano (1): 2019

## Clubes
- Naturhouse La Rioja (2011-2016)
- SC Pick Szeged (2016-2019)[5]
- Balatonfüredi KSE (2019-2022)
- Tatabánya KC (2022- )